# Símbol de l'euro
El símbol oficial de l'euro, €, s'inspira en l'alfabet grec, concretament en la lletra èpsilon. S'escollí aquest símbol en referència a la inicial d'Europa, E. Les dues línies paral·leles que creuen la lletra simbolitzen l'estabilitat d'aquesta moneda. De les deu propostes que es van presentar a concurs per triar el símbol de la nova moneda, es va escollir el disseny que havia proposat un equip de quatre experts dels quals no s'ha fet públic el nom.
Pel que fa al símbol del cèntim de l'euro, no hi ha cap recomanació oficial, i s'acostuma a usar la lletra ce minúscula, c. El disseny del símbol de l'euro va ser presentat al públic per la Comissió Europea el 12 de desembre de 1996. El codi internacional de tres lletres (d'acord amb l'ISO standard ISO 4217) per l'euro és EUR. En Unicode es codifica en U+20AC € euro.

## Disseny

Construcció gràfica Oficial del logotip de l'euro

El signe de l'euro va ser dissenyat per mantenir-se similar en estructura al vell símbol de la Unió Monetària Europea, ₠. Originalment hi havia trenta propostes, que van ser reduïdes a deu candidats. Aquests deu es van sotmetre a consulta pública. Després que l'enquesta hagués reduït les deu propostes originals a dues, va dependre de la Comissió Europea triar el disseny final. Els altres dissenys que van ser considerats no són consultables per al públic, ni es pot trobar cap tipus d'informació relativa als dissenyadors del símbol. La Comissió Europea considera que el procés de disseny d'haver estat interne i manté aquests registres en secret. El guanyador va ser un disseny creat per un equip de quatre experts, les identitats no han estat revelades. Se suposa però que el dissenyador gràfic  belga Alain Billiet va ser el guanyador i, per tant, el dissenyador del símbol de l'euro.
Arthur Eisenmenger, un ex-cap de disseny gràfic que treballava per a la Comunitat Econòmica Europea, desmenteix la versió oficial de la història del disseny del símbol de l'euro i afirma que ell va tenir la idea prèvia.
La Comissió Europea s'especifica un logotip euro amb unes proporcions exactes i colors (PMS Yellow foreground, PMS Reflex Blue background) per al seu ús en les comunicacions públiques de material relacionat amb la introducció de l'euro. Mentre que la Comissió va proposar que el logo de l'euro fos escrit com un glif, els tipògrafs van deixar en clar que la seva intenció era dissenyar-ne les seves pròpies variants.